# Ákosfalva
Ákosfalva (románul Acățari, németül Aschdorf) falu Romániában, Maros megyében, Ákosfalva község központja.

## Fekvése
A falu Marosvásárhelytől 10 km-re délkeletre a Nyárád jobb partján a Nyárád völgyének útcsomópontjában fekszik. A község a Marosvásárhely Metropoliszövezethez tartozik.

## Története
A hagyomány szerint a falu eredetileg a hegyoldalban az Atol-patak
mellett feküdt. Lakói a marosi székelység részeként a 11–13. században telepedtek itt le. 1562-ben a Nagy György és Gyepesi Ambrus vezette székely csapatok a falu mellett verték szét Majláth Gábor nemesi csapatát. Erre János Zsigmond fejedelem Pekri Gábor és Radák László vezette 
lovascsapatot küldött ellenük, akik a székelyvajai út mellett 
ütköztek meg a felkelőkkel
1910-ben a falunak 898 magyar lakosa volt, 1992-ben 1062-en lakták, melyből 987 magyar, 61 cigány és 14 román volt.

## Látnivalók
- Szent István király plébánia, a római katolikus egyház temploma 1859 és 1862 között épült a régi 1725-ben a jezsuiták által épített templom helyére.[2]
- Református temploma 1753-ban épült, 1870-ben Szilágyi Sándor és Patkos Judit költségén újjáépítették.
- Unitárius templomát a II. világháborúban találat érte és elpusztult.
- Ortodox temploma 1938-ban épült.
- Minden évben nyílt napokat szerveznek az Erika Levendulásban.[3]

## Testvértelepülések
- Kasterlee,[4] Belgium
- Beled, Magyarország
- Dénesfa, Magyarország
- Vásárosfalu, Magyarország
- Edve, Magyarország
- Madar, Szlovákia
- Sopronnémeti, Magyarország
- Vaja, Magyarország
- Kömlő, Magyarország
- Nagycenk, Magyarország
- Lumina, Románia